# 伊斯特萊克 (密歇根州)
伊斯特萊克（英語：Eastlake）是位於美國密歇根州馬尼斯蒂縣馬尼斯蒂鎮區的一個村。

## 人口
根據2020年美國人口普查的數據，伊斯特萊克的面積為3.77平方千米，當中陸地面積為3.10平方千米，而水域面積為0.67平方千米。當地共有人口415人，而人口密度為每平方千米110人。